# Karl Breetz
Karl August Friedrich Breetz (* 16. Oktober 1797 in Darz; † 22. Juni 1881 in Glogau) war ein preußischer Generalmajor.

## Leben

### Herkunft
Karl war ein Sohn des Amtmanns von Darz Friedrich Gotthard Breetz und dessen Ehefrau Wilhelmine, geborene Besserer.

### Leben
Breetz trat während der Befreiungskriege 1813 als Freiwilliger Jäger in das Leib-Infanterie-Regiment der Preußischen Armee ein. Er nahm an den Kämpfen bei Großgörschen, Bautzen, Colditz, Königswartha, Siegersdorf, Ober-Graupen, Dresden, Leipzig und Brienne teil. Bei Paris wurde er durch einen Bajonettstich in die rechte Seite verwundet und mit dem Eisernen Kreuz II. Klasse sowie für Vitry mit dem Orden des Heiligen Georg V. Klasse ausgezeichnet.
Nachdem Breetz 1814 als Unteroffizier in das 2. Garde-Regiment zu Fuß versetzt worden war, wurde er Mitte Januar 1815 Portepeefähnrich im Ersatzbataillon Nr. 12 und avancierte Mitte Mai 1815 zum Sekondeleutnant. Am 23. Juli 1816 wurde er dem 1. Infanterie-Regiment aggregiert und am 13. Februar 1818 einrangiert. Bis Ende August 1836 stieg Breetz zum Kapitän und Kompaniechef auf. Unter Beförderung zum Major erfolgte am 18. Juli 1844 seine Ernennung zum Kommandeur des III. Bataillons im 19. Landwehr-Regiment. In gleicher Eigenschaft schloss sich ab Ende März 1846 eine Verwendung im 18. Infanterie-Regiment an. Kurzzeitig war Breetz von Mitte Mai 1846 bis Mitte August 1847 als Führer des 5. kombinierten Reserve-Bataillons kommandiert. Er avancierte Ende März 1852 zum Oberstleutnant, wurde am 17. Februar 1853 zum Kommandeur des 4. Infanterie-Regiments ernannt und am 22. März 1853 zum Oberst befördert. Am 7. Mai 1857 zum Kommandanten von Glatz ernannt, wurde er am 6. Juni 1857 zudem à la suite des 4. Infanterie-Regiments gestellt. Er wurde am 18. September 1858 mit dem Roten Adlerorden II. Klasse mit Eichenlaub ausgezeichnet. Unter Verleihung des Charakters als Generalmajor wurde Breetz am 17. Mai 1859 mit Pension zur Disposition gestellt. Er starb am 22. Juni 1881 in Glogau.

### Familie
Er heiratete am 5. Januar 1827 in Pillau Aline Dorothea Kittlitz (1808–1830), eine Tochter des Pillauer Reeders Gerhard Kittlitz († 1824). Nach ihrem frühen Tod ehelichte er am 20. September 1833 in Königsberg Luise Sophie Bertha Kalau vom Hofe (1813–1889), eine Tochter des Oberstleutnants Johann Friedrich Kalau vom Hofe (1789–1862).